# Callistemon citrinus

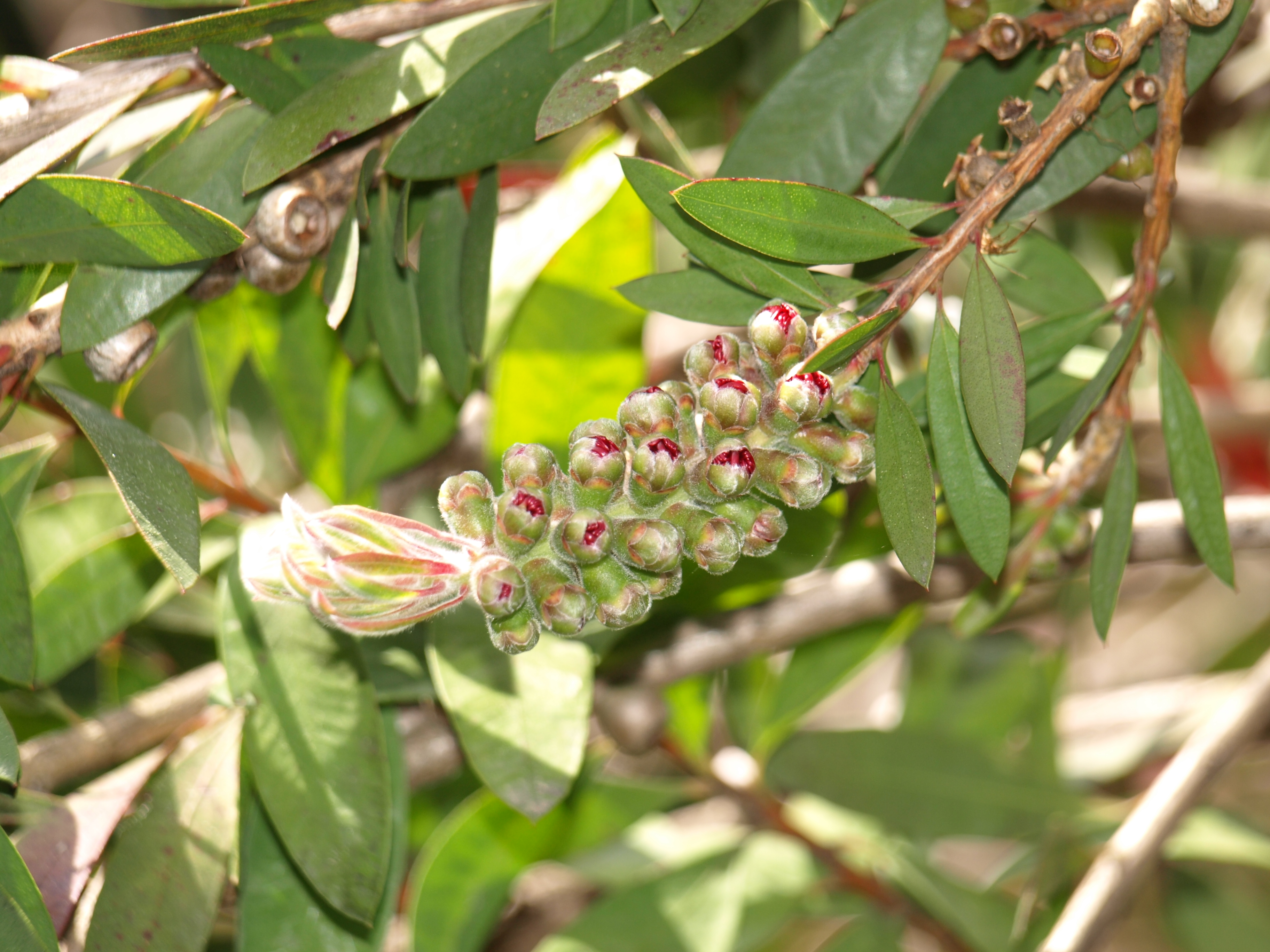
Inflorescencia de Callistemon citrinus iniciando la floración.

Callistemon citrinus, también conocido con el nombre común de árbol del cepillo o escobillón rojo, es un arbusto de la familia Myrtaceae, originario de los estados de Queensland, Nueva Gales del Sur y Victoria en Australia, donde se encuentra en las cercanías de quebradas rocosas y en los pantanos próximos a la costa.

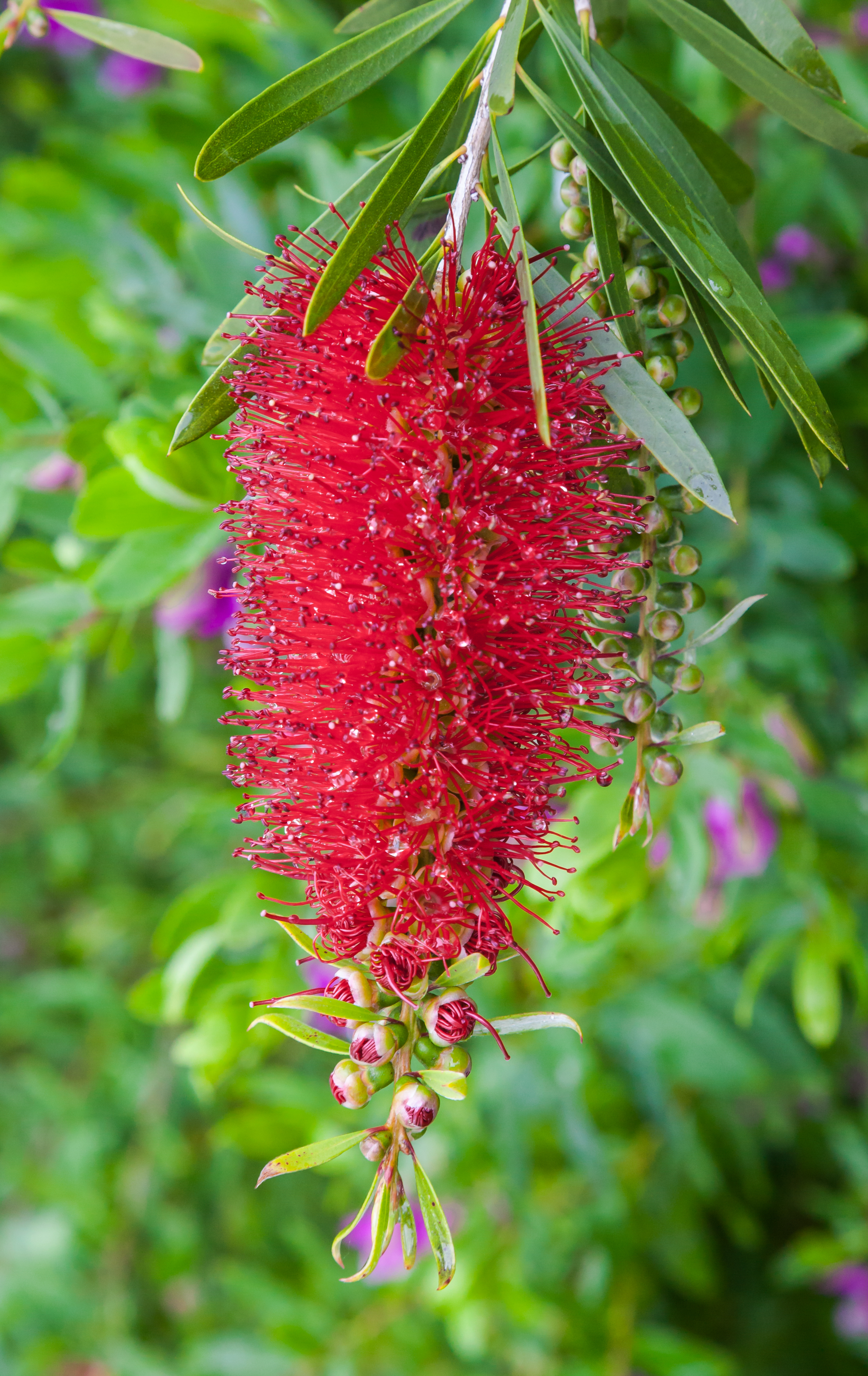
Detalle de la inflorescencia

## Descripción
Alcanza entre 2 y 10 metros de altura con hojas de 3 a 7 cm de largo y 5 a 8 mm de ancho. Las espigas de flores alcanzan los 6 a 10 cm de longitud por 4 a 7 cm de diámetro. La venación de las hojas es claramente visible en ambos lados. Los estambres son de color rojo, rojo-púrpura o lila con las anteras de color oscuro.

## Taxonomía
Callistemon citrinus fue descrita por (Curtis) Skeels y publicado en U.S. Department of Agriculture Bureau of Plant Industry Bulletin 282: 49. 1913.
Etimología
Callistemon: nombre genérico que proviene del griego, y significa de "estambres hermosos", aludiendo a lo espectacular de sus inflorescencias.
citrinus: epíteto latino que significa "cítrico", por su aroma a limón.
Sinonimia
- Metrosideros citrina Curtis, Bot. Mag. 8: t. 260 (1794).
- Melaleuca citrina (Curtis) Dum.Cours., Bot. Cult. 3: 282 (1802).
- Callistemon laevis Stapf, Bot. Mag. 150: t. 9050 (1925), pro syn.[3]

## Cultivares
Cultivares seleccionados que incluye a:
- C. citrinus 'Demesne Rowena'
- C. citrinus 'Firebrand'
- C. citrinus 'Splendens'
- C. citrinus 'White Anzac'

## Propiedades biológicas
Se han identificado 100 diferentes terpenos para las hojas y flores de Callistemon citrinus, destacando el eucaliptol, el limoneno, el terpinoleno, el geraniol y el fitol como compuestos mayoritarios, con propiedades biológicas que incluyen capacidad antioxidante, antimicrobiana y antifúngica, entre otras.
Asimismo, un estudio determinó que los extractos de hojas de Callistemon citrinus tienen un efecto quimiopreventivo y antioxidante in vivo en un modelo de cáncer de colon inducido.